# Anna Leonidovna Choroškevič
Anna Leonidovna Choroškevič (rusky Анна Леонидовна Хорошкевич; 28. března 1931 Moskva – 1. května 2017 Moskva) byla ruská historička, expertka na středověké Rusko.

## Život
Narodila se v rodině malíře Leonida Choroškeviče. V roce 1954 absolvovala fakultu historie Moskevské státní univerzity s prací Řemeslo a obchod v Pskově v 16. století. (vedoucí Michail Nikolajevič Tichomirov).
V roce 1958 na Ústavu dějin SSSR Akademie věd obhájila práci Obchod Velkého Novgorodu s Pobaltím a hanzou ve 14. a 15. století. V roce 1974 na Ústavu dějin SSSR obhájila disertační práci na téma Výklad socioekonomických dějin severního Běloruska v 15. století.
Od roku 1991 byla vedoucím výzkumným pracovníkem Ústavu ruských dějin Ruské akademie věd, ze kterého odešla v roce 2001 kvůli konfliktu s ředitelem Sacharovem. V letech 2001 až 2016 byl vedoucím vědeckým pracovníkem oddělení východních slovanských studií Ústavu slovanských studií Ruské akademie věd. Byla členem-korespondentem Německé historické komise pro dějiny Pobaltí, člen vědeckých rad státního historického muzea a ruských archivů, člen redakční rady Ruského slovníku 11. až 17. století. Byla vítězkou Makarijevovy ceny (2005).
Je pohřbena na Novoděvičím hřbitově.
Ve výzkumu se zaměřila na otázky socioekonomických a politických dějin, kultury a veřejného myšlení obyvatelů Ruska, Ukrajiny a Běloruska ve středověku, mezinárodní vztahy východních Slovanů ve středověku (většinou s polským a německým lidem). Rozvinula historii středověkých měst, problémy středověké historiografie, numismatiky a sfragistiky.